# Обыкновенная плотва
Плотва́ обыкнове́нная (плотва, тара́нь, во́бла, соро́га, бублица, плотица) (лат. Rutilus rutilus) — вид лучепёрых рыб из семейства карповых (Cyprinidae). Имеет много подвидов; некоторые из них имеют собственные названия: тарань, вобла.
В Сибири (как минимум в Западной) и на Урале общеупотребительное название плотвы — чебак. Чебак — с жёлтыми глазами и узкий, а сорога — с красными глазами и широкая. В Архангельской, Вологодской, Кировской, Саратовской областях и Ненецком АО общеупотребительное название для обыкновенной плотвы — сорога. В Восточной Сибири, например на Байкале и Енисее, общеупотребительное название — сорога, сорожка.
Плотва встречается по всей Европе к востоку от Южной Англии и Пиренеев и к северу от Альп; в реках и озёрах Сибири, в бассейнах Каспийского и Аральского морей.
От ближайших к ней видов плотва отличается незазубренными и расположенными с каждой стороны в один ряд глоточными зубами (по 5—6 с каждой стороны), относительно крупной чешуёй (40—45 чешуй в боковой линии), пастью на конце морды и положением начала спинного плавника над основаниями брюшных. Спина черноватая, с голубым или зелёным отливом, бока и брюхо серебристые, спинной и хвостовой плавники зеленовато-серые с красноватым оттенком, грудные — желтоватые, брюшные и заднепроходный — красные, радужная оболочка жёлтая с красным пятном. Попадаются также экземпляры с глазами и плавниками жёлтого цвета, с золотистой чешуёй, с красноватым оттенком на боках и спине.
Проще всего отличить плотву от краснопёрки по цвету глаз: у первой они кроваво-красные, у второй — оранжевые, с красным пятном вверху. Ещё одно отличие — количество мягких перьев на спинном плавнике: у плотвы их 10—12, а у краснопёрки 8—9. Иногда встречаются гибридные формы этих рыб, обладающие признаками обоих видов.
Держится обычно стаями в местах со слабым течением под защитой коряг, свисающих ветвей деревьев или водной растительности. При этом в стае средних и мелких рыб могут быть и единичные крупные экземпляры. Мелкая и средняя рыба не пуглива.
Максимальная длина тела — свыше 50 см, масса — до 3 кг, максимальная продолжительность жизни — 21 год. Мировым рекордом считается национальный рекорд бывшей ГДР — там была поймана и зафиксирована плотва массой 2,58 кг. Близка к рекордной (иногда ошибочно считается мировым рекордом) пойманная в Финляндии в 1939 году плотва массой 2,55 кг.

## Классификация
Выделяют много подвидов плотвы, некоторые из них полностью пресноводные (так называемая жилая плотва), другие живут в солоноватой воде или полупроходные. Наиболее значимые пресноводные подвиды:
- обыкновенная плотва (R. rutilus rutilus);
- чебак, или сибирская плотва (R. rutilus lacustris).

К непресноводным подвидам относятся:
- азовско-черноморская тарань (R. rutilus heckeli);
- каспийская вобла (R. rutilus caspicus);
- аральская плотва (R. rutilus aralensis).

Некоторые исследователи оспаривают выделение подвидов, другие, напротив, выделяют некоторые из них как отдельные виды.

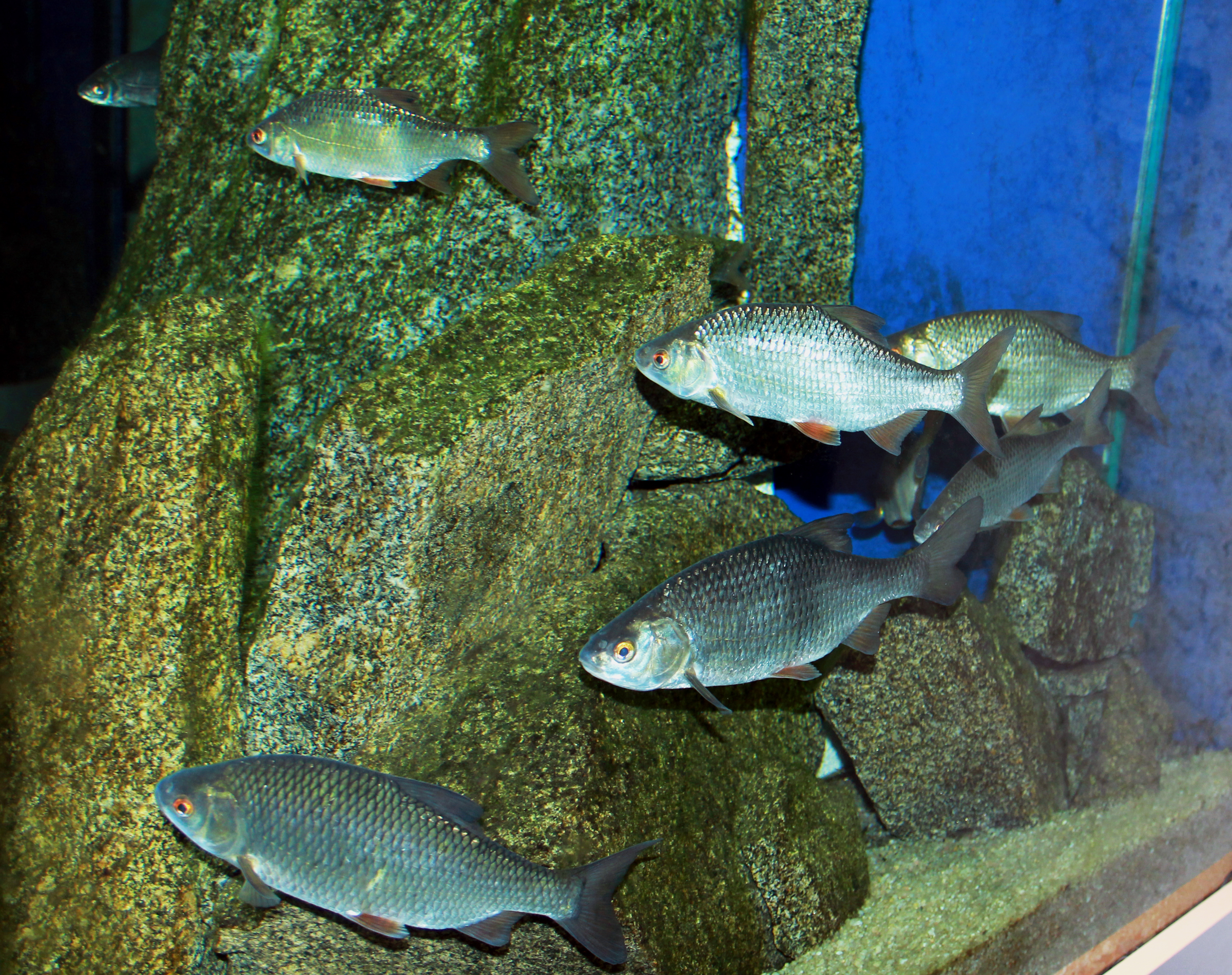
Обыкновенная плотва на выставке «Подводная Влтава» в Праге, 2011 г.

## Применение
Наибольшее промысловое значение в России имеют полупроходные подвиды — вобла и тарань, из жилых подвидов только сибирская плотва добывается в промышленных масштабах.
Тарань и воблу употребляют в пищу в варёном, жареном, копчёном и вяленом виде.
Плотва с 1970-х перестала пользоваться спросом в Северной Европе и в последнее время признана опасной рыбой для Балтийского моря. Рыба питается зоопланктоном и очень долго растёт — в результате при отсутствии её промышленного вылова начинается зарастание водоёмов и цветение воды. Вылов плотвы удаляет из биооборота фосфор и азот, восстанавливает количество зоопланктона, и на место плотвы приходят более ценные породы рыбы. Крупные особи ещё находят покупателя по бросовым ценам в Центральной Европе, но основная масса плотвы перерабатывается на корм и даже на биодизель. В Финляндии запущен проект, предусматривающий вылов около 350 тонн плотвы ежегодно.